# Локалита Продутива (Пескара)
Локалита Продутива (итал. Località Produttiva) је насеље у Италији у округу Пескара, региону Абруцо.
Према процени из 2011. у насељу је живело 19 становника. Насеље се налази на надморској висини од 71 м.